# Ekstenzija brenda
Ekstenzija brenda (marke) marketinška je strategija kojom se ime postojećeg brenda koristi za razvoj i uvođenje novih proizvoda iz istih ili različitih proizvodnih kategorija. 
U tom kontekstu razlikujemo ekstenziju linije i ekstenziju kategorije.
- Ekstenzija linije odnosi se na korišćenje imena postojećeg brenda za uvođenje novog proizvoda iz iste kategorije u kojoj je brend.
- Ekstenzija kategorije odnosi se na korišćenje imena postojećeg brenda za uvođenje novog proizvoda iz različite proizvodne kategorije u odnosu na brend, pri čemu može biti u pitanju i nesrodna proizvodna kategorija.

Brendovi visoke tržišne prepoznatljivosti, svojim imidžom i visokom imovinskom vrednošću su najpogodniji za njihovo širenje na nove proizvode. No ipak, potrebno je da nov proizvod svojim karakteristikama bude usklađen sa postojećim konceptom identiteta brenda kako bi se obezbedio transfer identiteta brenda na nov proizvod. Time se postojeća očekivanja potrošača i njihova percepcija brenda uočavaju na novom proizvodu čime se širenjem brend portfolija zadržava postojeći koncept brenda. Postojeći brend u ovom kontekstu, često nazivamo "roditeljskim brendom".
Osnovni faktori uspeha ove strategije jesu:
- visoka reputacija vodećeg (roditeljkog) brenda;
- usklađenost između vodećeg brenda i novog proizvoda;
- usklađenost između novog proizvoda i proizvodne kategorije kojoj pripada;
- stepen inovativnosti potrošača;
- broj postojećih ekstenzija vodećeg brenda.

Kao primer  ekstenzije linije brenda možemo navesti ekstenzije brenda  Kokakola na  Kokakola lajt,  Kokakola zero .  Kokakola lajf
Kao primer ekstenzije kategorije brenda možemo navesti ekstenziju brenda Telenor na uslugu Telenor banka ili ekstenziju brenda Virgin na širok spektar novih proizvoda iz različitih industrija.
Poseban vid ekstenzije brenda jeste vertikalne ekstenzije gde do širenja imena brenda dolazi uvođenjem novog proizvoda iste klase saa nižom ili višom cenom od postojećeg proizvoda,  za razliku od gore navedenih ekstenzija kod kojih dolazi do širenja imena brenda asortimanom (horizontalne ekstenzije).
Primer vertikalne ekstenzije je ekstenzija marke  Mercedes-benz sa vozila S i C klaee na vozila A klase.
Osnovne prednosti ove strategije jesu niži troškovi uvođenja novog proizvoda, oglašavanja i pozicioniranja u svesti potrošača. Opasnosti koje se mogu javiti u slučaju da nov proizvod ne ostvari oćekivano tržišno učešće odnose se na efekat narušavanja imidža brenda dok iznad prosečno tržišno učešće može dovesti do kanibalizacije postojećeg brenda (situacija kada nov proizvod koristeći ime vodećeg brenda prevaziđe njegovo tržišno učešće).

## Literatura
- Humperson, J. M. and Quandt, R. E. (1980), Microeconomic Theory: A Mathematical Approach. New York: McGraw-Hill Book Company.
- James D. O. (2006), “Extension to alliance: Aaker and Keller’s model revisited”, Journal of Product & Brand Management, 15(1), pp. 4–13
- John, D.R., Loken, B. and Joiner, C. (1998), “The negative impact of extensions: can flagship products be diluted?”, Journal of Marketing, 62(3), pp. 19–32.
- Keller, K.L. and Aaker, D.A.(1992),“The effects of sequential introduction of brand extensions”, Journal of Marketing Research, 29, February, pp. 35–50.
- Keller, K.L. (1993), “Conceptualizing, measuring and managing customer-based brand equity.”, Journal of Marketing, 57, pp. 1–22.
- Krane, J.A. (2006), “Flutes and Suits: The Case against Veuve Cliquot Ponsardin and Its Claim to Brand Extension ", University of Toronto Faculty of Law Review, 64, pp. 129–164.
- McWilliam, G. (1993), “The effect of brand typology on brand extension fit: commercial and academic research findings”, European Advances in Consumer Research, l(1), pp. 485–91.
- Mao, H. and Krishnan, S. (2006). “Effects of Prototype and Exemplar Fit on Brand Extension Evaluations: A Two-Process Contingency Model.”, Journal of Consumer Research,  33 (1),  41-49.Morrin, M. (1999), “the impact of brand extensions on parent brand memory structures and retrieval processes”, Journal of Marketing Research, 36, November, pp. 517–25.
- Pickton, D. & Broderick, A. (2005). Integrated Marketing Communications. England: Pearson Education.
- Rao, A.R., Qu, L. and Ruekert, R.W. (1999), “Signalling unobservable product quality through a brand ally”, Journal of Marketing Research, 36(2), pp. 258–68.
- Reddy, S.K., Holak, S.L.and Bhat, S.(1994), “To extender not to extend? Success determinants of line extensions”, Journal of Marketing Research, 31, May, pp. 243–62.
- Reast, J. D. (2005) “Brand trust and brand extension acceptance: the relationship”, Journal of Product & Brand Management, 14(1), pp. 4–13
- Ries, A. and Trout, J.(1986),”Positioning: The Battle for Your Mind”, McGraw-Hill, NewYork, NY.
- Singh, J., Scriven, J., Clemente, M., Lomax, W.  and Wright, M.  (2012), “New Brand Extensions: Patterns of Success and Failure,” Journal of Advertising Research, Vol. 52, No. 2, p 234-242
- Smith, D.C. and Andrews, J. (1995), “Rethinking the effect of perceived fit on customers’ evaluations of new products”, Journal of the Academy of Marketing Science, 23(1), pp. 4–14.
- Sullivan, M.W. (1992), “Brand extensions: when to use them”, Management Science, 38(6), pp. 793–806.
- Shimp, T.A. (2003). Advertising, promotion, and supplemental aspects of integrated marketing communications. Mason: South-Western.
- Sunde, L. and Brodie, R.J. (1993), “Consumer evaluations of brand extensions: further empirical results”, International Journal of Research in Marketing, 10, pp. 47–53.
- Wenerfelt, B. (1988), “Umbrella branding as a signal of new product quality: an example of signaling by posting a bond”, Rand Journal of Economics, 19, Autumn, pp. 458–66.
- Zhang,  S. and Sood, S.  (2002), “"Deep" and "surface" cues: Brand extension evaluations by children and adults”, Journal of Consumer Research, 29(1), pp. 129–41.